# Maximilian Schirmer

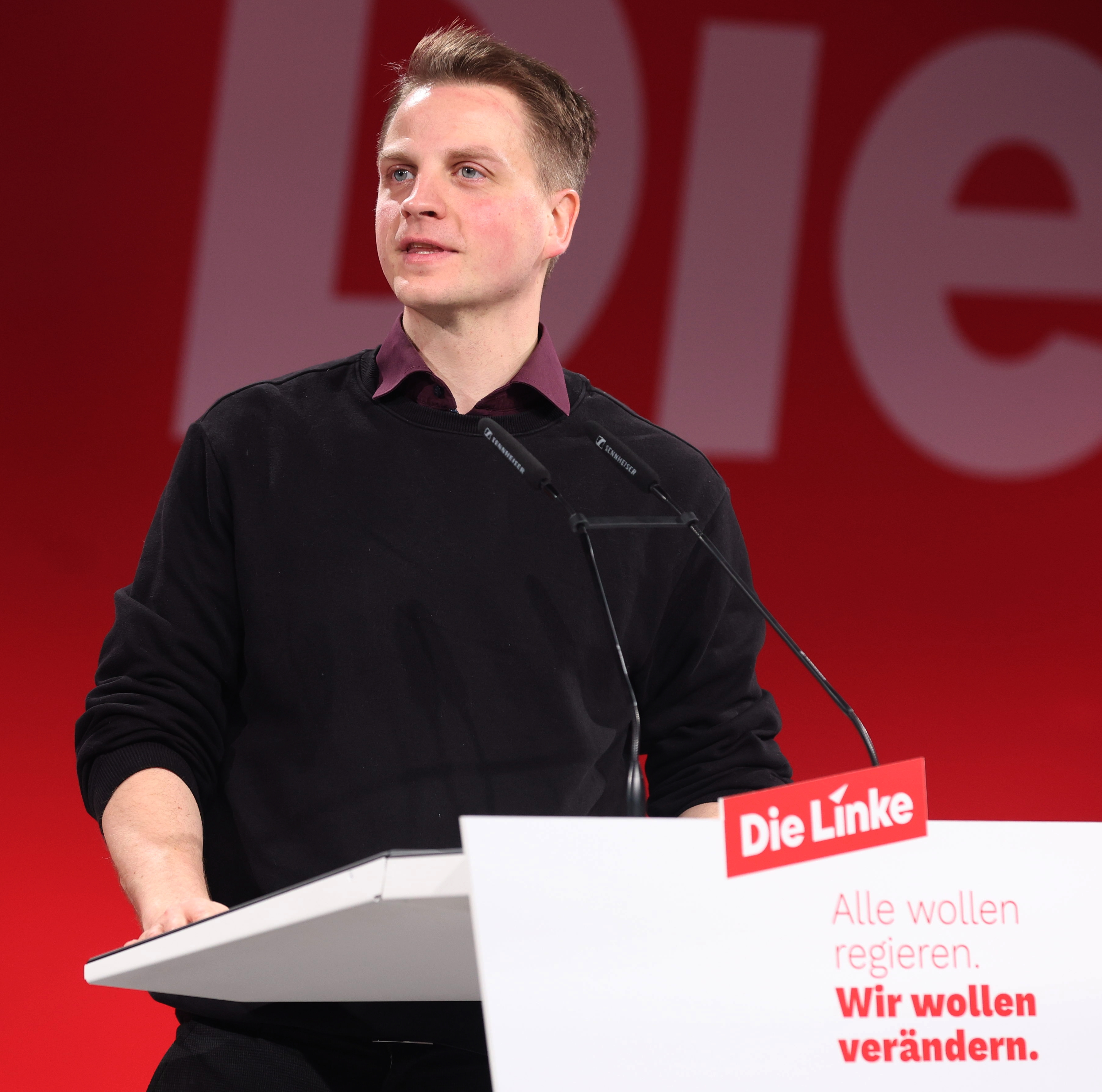
Maximilian Schirmer (2025)

Maximilian Schirmer (* 7. August 1990 in Berlin) ist ein deutscher Politiker (Die Linke). Er ist seit 2023 Ko-Landesvorsitzender der Berliner Linken und seit Oktober 2024 stellvertretender Bundesvorsitzender der Partei Die Linke.

## Leben
Schirmer wuchs in Pankow bzw. Weißensee auf und besuchte dort die Grundschule und das Gymnasium. Den Zivildienst leistete er im Jugendhaus Königstadt. Er studierte Politik, Verwaltung und öffentliches Recht und erreichte 2016 einen Bachelor und 2020 einen Master in Politikwissenschaften.
Er arbeitete als Referent für Gesundheit im Bezirksamt Lichtenberg.

## Politik
Im Jahr 2013 trat Schirmer in Die Linke ein. Er wurde 2016 Mitglied der Bezirksverordnetenversammlung Pankow und dort 2022 einer der zwei Fraktionsvorsitzenden sowie sozialpolitischer Sprecher.
Am 13. Mai 2023 wurde er neben Franziska Brychcy zum Landesvorsitzenden der Linken Berlin gewählt. Der Hallenser Parteitag der Linken wählte Schirmer im Oktober 2024 zum stellvertretenden Vorsitzenden der Bundespartei.
Am 14. Dezember 2024 wurde Schirmer von der Linken als Kandidat für das Direktmandat im Bundestagswahlkreis Berlin-Pankow bei der Bundestagswahl 2025 aufgestellt, erhielt als Zweitplatzierter mit 22,9 % jedoch rund 5000 Stimmen weniger als die Grüne Julia Schneider. Im Mai 2025 wurde Schirmer Co-Landesvorsitzender neben Kerstin Wolter.